# 黒沢文貴
黒沢 文貴（くろさわ ふみたか、1953年 - ）は、日本の歴史学者（日本政治外交史）。博士（法学）（慶應義塾大学・論文博士・1998年）。東京女子大学現代教養学部国際社会学科国際関係専攻教授。2022年３月 東京女子大学を定年退職。軍事史学会会長。

## 略歴
東京都生。1976年上智大学文学部史学科卒。1984年同大学院文学研究科博士後期課程単位取得満期退学。都立日比谷高校教員を経て宮内庁書陵部に入庁、1992年宮内庁書陵部編修課主任研究官。
学位は博士（法学）（慶應義塾大学・1998年）。『大戦間期の日本陸軍』で第30回吉田茂賞を受賞。

## 著書

### 単著
- 『大戦間期の日本陸軍』（みすず書房、2000年。岩波現代文庫、2025年）
- 『大戦間期の宮中と政治家』（みすず書房、2013年）
- 『二つの「開国」と日本』（東京大学出版会、2013年）
- 『歴史に向きあう　未来につなぐ近現代の歴史』（東京大学出版会、2020年）

### 編著・共著
- 『戦争・平和・人権　長期的視座から問題の本質を見抜く眼』（原書房、2010年）
- （磯見辰典・櫻井良樹）『日本・ベルギー関係史』（白水社、1989年）
- 『日本陸海軍の近代史 秩序への順応と相剋1』、『日本外交の近代史 ―2』（東京大学出版会、2024年）

## 共編著
- （斎藤聖二・櫻井良樹）『国際環境のなかの近代日本』（芙蓉書房出版、2001年）
- （河合利修）『日本赤十字社と人道援助』（東京大学出版会、2009年）
- （イアン・ニッシュ）『歴史と和解』（東京大学出版会、2011年）
- （小林道彦）『日本政治史のなかの陸海軍――軍政優位体制の形成と崩壊1868～1945』（ミネルヴァ書房、2013年）
- （季武嘉也）『日記で読む近現代日本政治史　史料で読み解く日本史②』（ミネルヴァ書房、2017年）

### 刊行史料
- （池井優・波多野勝）『濱口雄幸日記・随感録』（みすず書房、1991年）
- （波多野勝・斎藤聖二・櫻井良樹）『海軍の外交官　竹下勇日記』（芙蓉書房出版、1998年）
- （波多野澄雄ほか全5名）『侍従武官 奈良武次日記・回想録』全4巻（柏書房、2000年、新版2012年）
- （佐藤元英）『GHQ歴史課陳述録――終戦史資料』上･下（原書房、2002年）
- 『海軍大将 嶋田繁太郎備忘録・日記』（軍事史学会編、錦正社、2017年-）全3巻予定
- 『陸軍大将 奈良武次日記　第一次世界大戦と日本陸軍』上・下（原書房「明治百年史叢書」、2020-2021年）

大正元年～大正九年の日記。編者代表、初出「奈良武次軍務局長日記」『東京女子大学紀要論集53 第1・2号』（2002年-2003年）
- 『侍従武官　坪島文雄日記』（飯島直樹 共編、中央公論新社（上・下）、2025年8月-）